# Antonino Pío
Tito Aurelio Fulvo Boyonio Antonino (en latín: T. Aurelius Fulvus Boionius Arrius Antoninus, 19 de septiembre de 86-7 de marzo de 161), más conocido como Antonino Pío, fue emperador romano desde el año 138 al 161. Nacido en una familia senatorial de rango patricio originaria de Nemausus, ocupó el consulado y el proconsulado de Asia durante el gobierno de Adriano, quien lo adoptó como hijo y sucesor poco antes de su muerte. Se ganó el sobrenombre Pío tras su ascenso al trono, ya sea por hacer que el Senado deificara a su predecesor o por anular las condenas a muerte ordenadas por Adriano en sus últimos años.
Su reinado fue notable por la casi ausencia de revueltas e incursiones militares y su permanencia en la península itálica. Ordenó la construcción del muro de Antonino para mejorar la defensa de la provincia de Britania, aunque fue abandonado apenas veinte años después. Destacó por ser un administrador eficaz, evitando el derroche y dejando la tesorería saneada por mantener siempre una actitud respetuosa hacia el Senado, por respetar las tradiciones religiosas, fueran estas oficiales o no, y por no acometer importantes reformas urbanísticas. Concedió a los libertos el derecho al voto en sus comunidades.

## Nacimiento y familia
Antonino Pío nació el 19 de septiembre de 86 en Lanuvium, al sureste de Roma, en el seno de una familia originaria de Nemausus, en la Galia Narbonense, pero que se había asentado en la capital del Imperio en época julio-claudia. Su padre, Tito Aurelio Fulvo, fue cónsul en el año 89, aunque debió morir poco después. Su madre fue Arria Fadila de la que apenas se tienen noticias.
Su abuelo paterno, llamado también como su padre Tito Aurelio Fulvo, había ejercido el consulado dos veces: primero alrededor del año 70 y luego en el año 85, y fue nombrado prefecto de la Ciudad por Domiciano en los años 80. Su abuelo materno, Cneo Arrio Antonino, también procedente de la Galia Narbonense, había ocupado el consulado en calidad de sufecto dos veces en los años 69 y 97 coincidiendo con sendos cambios de dinastía imperial. De sus abuelas, se conoce a Boyonia Procila, aunque no se tiene la certeza si lo fue por el lado paterno o el materno.
Poco se sabe sobre la vida de Antonino antes de ser emperador. Antonino aún era joven cuando murió su padre, por lo que su abuelo materno cuidó de su educación. Pasó su juventud en las posesiones que este tenía en Lorium. Siguió una carrera pública eminentemente civil, dada su condición de patricio, y no abandonó la península itálica salvo cuando tuvo que ejercer el proconsulado de Asia. Después de la muerte de su abuelo, Antonino heredó sus grandes posesiones convirtiéndose en uno de los hombres más ricos de Roma. Se casó con Faustina la Mayor, hija del poderoso y rico Marco Annio Vero.

## Matrimonio y descendencia
Antonino Pío se casó entre 110-115 con Annia Galeria Faustina la Mayor. El matrimonio resultó ser muy feliz. Faustina era la hija de cónsul Marco Annio Vero y Rupilia Faustina, pariente de la emperatriz romana Vibia Sabina. Faustina fue una hermosa mujer, conocida en Roma por su sabiduría. Pasó toda su vida ayudando a los pobres y desfavorecidos.
Faustina y Antonino tuvieron cuatro hijos, dos niños y dos niñas: 
- Marco Aurelio Fulvio Antonino (m. en 138). Se ha encontrado una inscripción en su tumba en el Mausoleo de Adriano, en Roma.
- Marco Galerio Aurelio Antonino (m. en 138). Se ha encontrado una inscripción en su tumba en el Mausoleo de Adriano, en Roma. Su nombre figura en una moneda imperial griega.
- Aurelia Fadila (m. en 135), se casó con Lucio Lamia Silvano, cónsul en 145. No parece que fruto de este matrimonio nacieran hijos. Su tumba se ha encontrado en Italia.
- Annia Galeria Faustina Minor o Faustina la Menor (125/130-175), futura emperatriz, casada con el emperador Marco Aurelio. Fue la única de los hijos del emperador que vivió para ver a Antonino y Faustina elevados al rango imperial.

Antonino Pío, cuando su esposa murió en 141, se vistió completamente de luto e hizo las siguientes acciones en memoria de su finada esposa:
- La deificó como una diosa.
- Construyó un templo en el Foro Romano en su nombre, con sacerdotisas para rendirle culto.
- Emitió varias monedas en las que ella aparecía. Estas monedas, de decoración refinada, llevaban una inscripción que rezaba: DIVA FAUSTINA
- Creó una organización de beneficencia a la que llamó Puellae Faustinianae o Niñas de Faustina, que prestaba asistencia a niñas que se habían quedado huérfanas.
- Creó un nuevo alimentum.

## Carrera pública bajo Adriano
Tras desempeñar con un sorprendente éxito los cargos de cuestor y pretor, obtuvo el consulado en 120. Fue posteriormente nombrado por Adriano como uno de los cuatro procónsules que administraban Italia. Su labor durante su proconsulado en Asia aumentó en gran medida su reputación gracias a su buena conducta. Antonino Pío fue favorecido durante su carrera por Adriano, que lo adoptó como su heredero el 25 de febrero de 138, tras la muerte de su hijo adoptivo Lucio Elio César, con la condición de que el propio Antonino Pío adoptara a Marco Annio Vero, el hijo de la mujer de su hermano, y a Lucio, hijo de Elio César, que después se convertirían en los emperadores Marco Aurelio y Lucio Vero.

## Emperador

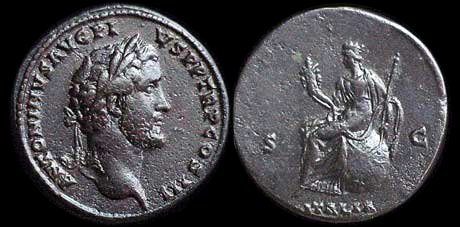
Sestercio de Antonino Pío con la personificación de Italia en el reverso.

A su ascenso al trono, Antonino se convirtió en Imperator Caesar Aelius Hadrianus Antoninus Augustus. Una de sus primeras actuaciones como emperador fue convencer al Senado para que concediera honores divinos a su predecesor Adriano, a lo que los senadores se habían negado inicialmente; sus esfuerzos destinados a persuadir al Senado para rendir esta clase de honores a Adriano así como su buena conducta privada y actos de solidaridad con su suegro le valieron el cognomen de Pius. Las otras dos razones que justificaban este título fueron que su suegro se apoyaba en su hombro al entrar en la Cámara del Senado y que salvó a los hombres que Adriano había condenado a muerte durante su etapa de enfermedad. Construyó durante su reinado templos, teatros, mausoleos, promovió las artes y las ciencias y otorgó sueldos y honores a los maestros de retórica y filosofía.

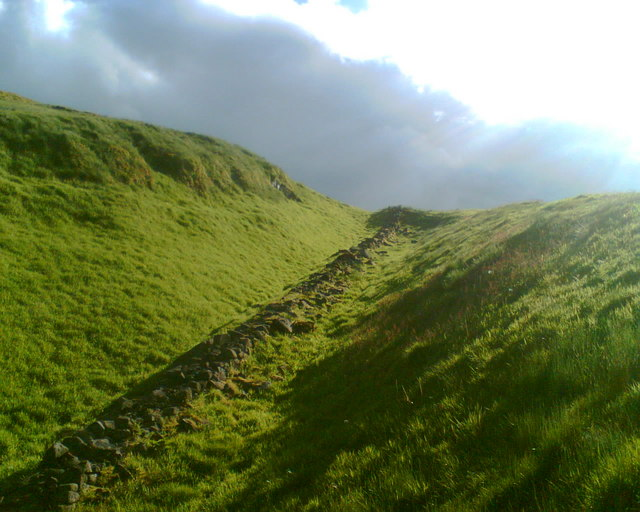
El Muro de Antonino cerca del castellum de Bar Hill (Gran Bretaña).

Su reinado transcurrió pacíficamente, a pesar de una serie de disturbios militares que asolaron el Imperio durante su gobierno en Mauritania, Judea y en Britania contra los brigantes, aunque ninguna de estas insurrecciones se consideran de importancia. Se cree que la insurrección en Britania llevó al Emperador a erigir el Muro de Antonino en el Fiordo de Forth y el Fiordo de Clyde, a pesar de que fue pronto abandonado. Fue uno de los pocos emperadores que se enfrentaron a las crisis de su gobierno sin salir de Italia, tratando los asuntos bélicos provinciales a través de gobernadores o por medio de cartas a ciudades como Éfeso. Este estilo de gobierno fue muy elogiado por sus contemporáneos y por las generaciones futuras. 

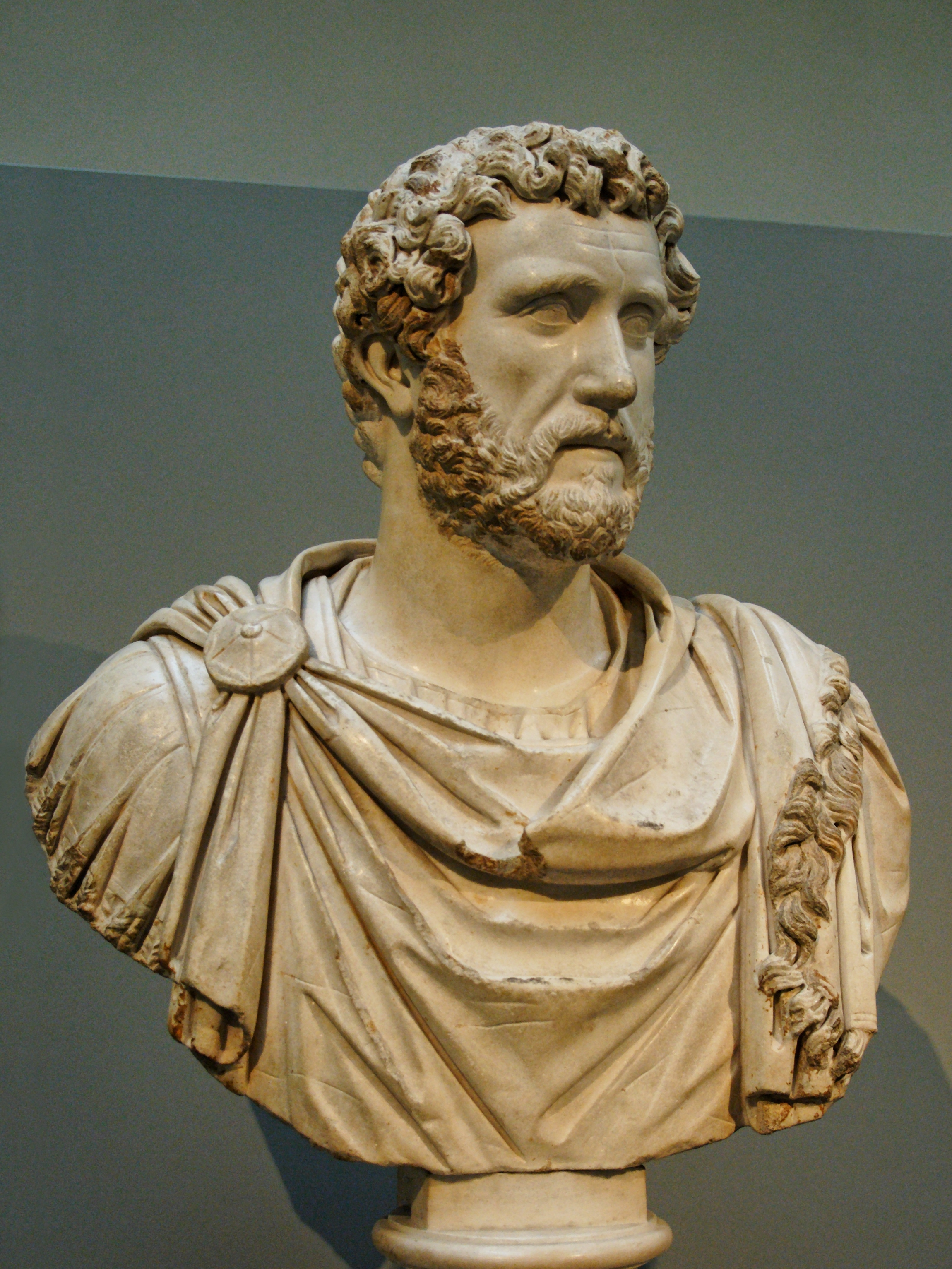
Busto de Antonino, Museo Británico.

Poco se conoce de la política exterior del gobierno de Antonino, aunque a juzgar por los hechos consecuentes de ella, no ocurrieron acontecimientos de importancia durante este periodo, comparado con los de reinados de sus antecesores y predecesores. Algunos historiadores afirman que trató con gran cuidado los asuntos del Imperio, o que tal vez se desinteresó de los acontecimientos que sucedían en el exterior de Italia, y que de su inactividad se derivaron los problemas a los que se tuvo que enfrentar, no solo Marco Aurelio, sino un gran número de emperadores del S. III. El historiador alemán Ernst Kornemann escribe que el reinado de Antonino comprendió:

...una sucesión de flagrantes pérdidas de oportunidades...
Ernst Kornemann. Römische Geschichte, 2 vols., Ed. H. Bengtson, Stuttgart. 1954

Esta teoría toma en consideración las pequeñas invasiones partas ocurridas durante el reinado de Antonino. Kornemann sostiene que Antonino debería haber librado una guerra preventiva contra los invasores para hacerlos retroceder. El historiador Ivan Lissner escribió:

...Antonino Pío vivió con la cabeza en las nubes cuando se trató de asuntos externos" ... Sin embargo, creo que es injusto criticarle por ello. Cada monarca o estadista que realmente cree en la posibilidad de una paz duradera y desea evitar a su pueblo el derramamiento de sangre, fundamentalmente, vive con la cabeza en las nubes ... para que su nombre impacte en menor medida en la mente de todos, en contraste con los tiranos imperiales como Nerón o Domiciano.
Ivan Lissner. La Historia de los césares, Jonathan Cape Ltd, Londres 1958

Antonino Pío mantuvo buenas relaciones con el Senado, en contraste con su predecesor Adriano. Su reinado, junto con el de sus predecesores Trajano y Adriano, y el de su sucesor, Marco Aurelio, se conoce como la Edad de Oro del Imperio romano.
En el año 140, mediante una Constitución imperial, se declaró que la ciudadanía romana que recibían los soldados veteranos de las tropas auxiliares, tras veinticinco años de servicio, no era extensible a los hijos que hubieran tenido durante su servicio o antes de este, pero sí la recibirían los descendientes que tuvieran después de haber sido nombrados ciudadanos con la honesta missio. Las motivaciones de esta medida todavía no han sido discernidas completamente.
Algunos estudiosos aseguran que Antonino Pío fue amigo íntimo de Yehudah Hanasí. Según el Talmud (Avodah Zarah 10a-b), el rabino Yehudah era muy rico y muy venerado en Roma. Mantuvo una estrecha amistad con "Antonino", posiblemente Antonino Pío, el cual le consultaba sobre asuntos mundanos y espirituales.

### Muerte

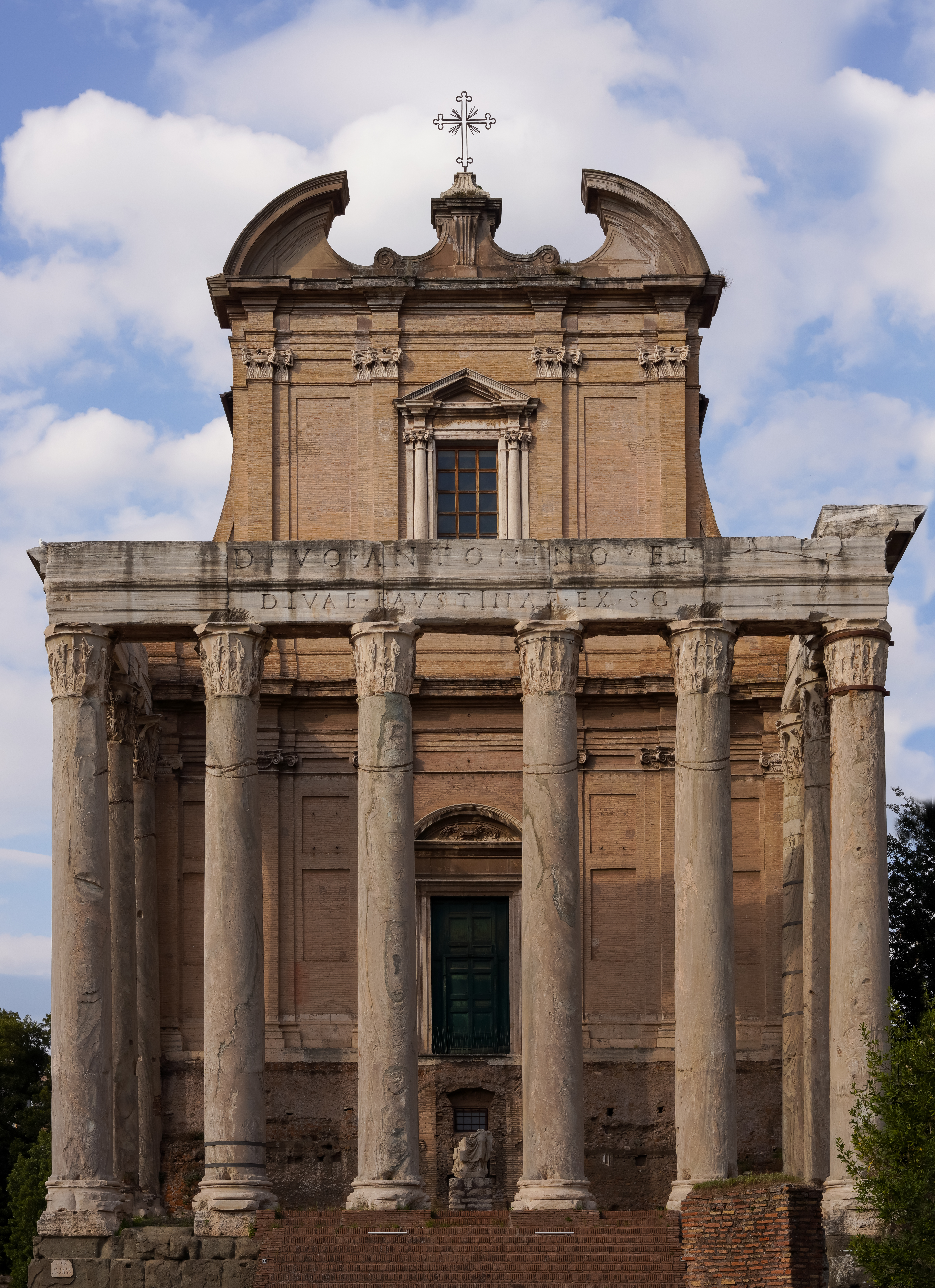
Templo de Antonino y Faustina en el Foro Romano.

Tras desempeñar el reinado más duradero desde el de Augusto, superando en dos meses al de Tiberio, Antonino murió de unas fiebres en Lorium, Etruria, a unos doce kilómetros de Roma, el 7 de marzo de 161. La última palabra que el finado emperador pronunció fue característica de lo que fue su reinado: aequanimitas, (ecuanimidad). Su cuerpo fue depositado en el Mausoleo de Adriano y se erigió una columna en su honor en el Campo de Marte, y el templo que él mismo había dedicado a su esposa Faustina en 141 se volvió a deificar en su nombre y en el de Faustina.

### Historiografía
La única obra de la que se tienen datos de Antonino Pío que ha llegado hasta nosotros es la Historia Augusta, un relato de escasa fiabilidad. Antonino Pío es el único emperador romano que no tiene una biografía. Los historiadores por tanto, han debido recurrir a los registros públicos para documentarse sobre lo dicho en sus escritos.  

### Obra moderna
Antonino Pío representaba el ideal del caballero romano y fue alabado por sus contemporáneos, y, posteriormente, por los eruditos modernos como Edward Gibbon. El artículo sobre el emperador en la Encyclopædia Britannica (edición de 1911) dice lo siguiente:

Unos meses tras la muerte de Adriano, emperador que había sido acogido con gran entusiasmo por el pueblo romano, el cual no decepcionó sus expectativas, Antonino Pío ascendió al trono con amable disposición, amplia experiencia, buena formación. gran inteligencia y sincero deseo de lograr el bienestar de sus súbditos. En lugar de saquear el tesoro en su propio beneficio, Antonino Pío lo vació, sí, pero para apoyar económicamente a los ciudadanos de provincias y ciudades, ejerciendo en todas las provincias una rígida economía. Rechazó con destreza las conspiraciones que se urdieron en su contra haciendo gala después de su clemencia. En lugar de perseguir a los cristianos, los protegió con firmeza a lo largo del Imperio.